# 中国共産党黒竜江省委員会
中国共産党黒竜江省委員会（ちゅうごくきょうさんとうこくりゅうこうしょういいんかい）は中国共産党に所在する黒竜江省を運営する組織である。
中国共産党黒竜江省委員は中国共産党黒竜江省大会という選挙によって選出される。大会が開催されていない期間は、中国共産党中央委員会の指示を黒竜江省で実行し、黒竜江省の行動を指導し、中国共産党中央委員会に定期的に報告する。

## 沿革
1946年8月、中国共産党黒竜江省委員会に建立。

## 職責
『中国共産党地方委員会工作条例』によると、中国共産党地方委員会は主に政治、思想と組織指導を実行し、以下の職能を担う：
1. 地域の主要な問題についての意思決定を行う。
2. 法的手続きを通じて、党組織の主張を地方の規制、地方政府の規則又はその他の政令にする。
3. 地域の思想文化宣伝工作に対する指導を強化し、イデオロギー工作の指導権、発言権をしっかりと掌握する。
4. 幹部管理権限に従い幹部を任免し、管理し、地方国家機関、政協組織、人民団体、国有企業事業単位等に重要幹部を推薦する。
5. 人民代表大会、政府、政治協商会議、裁判所、検察院、人民団体などが法により規約に基づき独立して責任を負い、協調一致して業務を展開することを支持・保証し、これらの組織における党グループの指導の核心的役割を発揮する。
6. 地域の群団活動と統一戦線活動に対する指導を強化する。
7. 所属する党組織と広範な党員を動員、組織し、大衆を団結させて党の目標任務を実現する。

## 構成機関
『黒竜江省機構改革方案』によると、中国共産党黒竜江省委員会には15の工作機関が設置され、工作機関が管理する機関（副庁級）が1つある。中国共産党黒竜江省委員会は以下の機構を設置している：
- 中国共産党黒竜江省委員会弁公庁

### スキル部門
- 中国共産党黒竜江省委員会組織部
- 中国共産党黒竜江省委員会宣伝部
- 中国共産党黒竜江省委員会統一戦線工作部
- 中国共産党黒竜江省委員会政法委員会

### 仕事部門
- 中国共産党黒竜江省委員会組織部政策研究室
- 中国共産党黒竜江省委員会組織部国家安全委員会弁公室
- 中国共産党黒竜江省委員会網絡安全・情報化委員会弁公室
- 中国共産党黒竜江省委員会財経委員会弁公室
- 中国共産党黒竜江省委員会機構編成委員会弁公室
- 中国共産党黒竜江省委員会軍民融合発展委員会弁公室
- 中国共産党黒竜江省委員会台港澳工作弁公室
- 中国共産党黒竜江省委員会巡回指導者小組弁公室
- 中国共産党黒竜江省委員会老幹部局

### 派遣機関
- 中国共産党黒竜江省委員会直属機関工作委員会

### 直属事業単位
- 中国共産党黒竜江省委員会党校
- 黒竜江社会主義学院
- 『黒竜江日報（中国語版）』社
- 中国共産党黒竜江省委員会党史研究院
- 黒竜江省公文書館

……

### 作業組織が管理する機関
- 中国共産党黒竜江省委員会機密局（省委員会弁公庁が管理する）

## 歴代の書記
| 肖像 | 氏名   | 就任       | 退任       | 注     |
| ---- | ------ | ---------- | ---------- | ------ |
|      | 張啓龍 | 1949年5月  | 1950年3月  | [ 1 ]  |
|      | 趙徳尊 | 1950年3月  | 1953年4月  | [ 1 ]  |
|      | 馮紀新 | 1953年4月  | 1954年7月  | [ 1 ]  |
|      | 欧陽欽 | 1954年7月  | 1965年10月 | [ 1 ]  |
|      | 潘復生 | 1965年10月 | 1971年6月  | [ 1 ]  |
|      | 汪家道 | 1971年8月  | 1974年12月 | [ 1 ]  |
|      | 劉光濤 | 1977年2月  | 1977年12月 | [ 1 ]  |
|      | 楊易辰 | 1977年12月 | 1983年2月  | [ 2 ]  |
|      | 李力安 | 1983年7月  | 1985年10月 | [ 3 ]  |
|      | 孫維本 | 1985年10月 | 1994年4月  | [ 4 ]  |
|      | 岳歧峰 | 1994年4月  | 1997年7月  | [ 5 ]  |
|      | 徐有芳 | 1997年7月  | 2003年3月  | [ 6 ]  |
|      | 宋法棠 | 2003年3月  | 2005年12月 | [ 7 ]  |
|      | 銭運録 | 2005年12月 | 2008年4月  | [ 8 ]  |
|      | 吉炳軒 | 2008年4月  | 2013年3月  | [ 9 ]  |
|      | 王憲魁 | 2013年3月  | 2017年4月  | [ 10 ] |
|      | 張慶偉 | 2017年4月  | 2021年10月 | [ 10 ] |
|      | 許勤   | 2021年10月 | 現在       | [ 11 ] |

## 歴代の構成員
第十一期省委（2012年5月-2017年4月）
- 書記：吉炳軒（-2013年3月）、王憲魁（2013年3月-2017年4月）、張慶偉（2017年3月-）
- 副書記：王憲魁（-2013年3月）、杜家豪（-2013年5月）、陸昊（2013年3月-）、陳潤児（2013年4月-2016年3月）、黄建盛（2016年5月-）
- 常務委員：吉炳軒（-2013年3月）、王憲魁（-2017年4月）、杜家豪（-2013年5月）、劉国中（-2013年10月）、黄建盛、徐沢洲（-2014年7月）、張效廉、韓学鍵（-2014年12月）、馬学義（-2015年10月）、林鐸（-2014年8月）、楊東奇（-2016年2月）、夏傑（女、回族）（-2012年7月）、郝会龍（-2017年4月）、陸昊（2013年3月-）、陳潤児（2013年4月-2016年3月）、趙敏（女）（2013年8月-2016年7月）、李海濤（2013年12月-）、陳海波（2014年12月-）、楊汭（2014年8月-2016年11月）、李雷（2016年1月-）、王常松（2016年6月-）、甘栄坤（2016年7月-）、孫尭（2016年7月-）、王愛文（2016年11月-）、張雨浦（2016年12月-）、張慶偉（2017年3月-）

第十二期省委（2017年5月-2022年5月）
- 書記：張慶偉（-2021年10月）、許勤（2021年10月-）
- 副書記：陸昊（-2018年3月）、陳海波（-2022年4月）、王文濤（2018年3月-2020年12月）、胡昌升（2021年1月-）、王志軍（2022年4月-）
- 常務委員：張慶偉（-2021年10月）、陸昊（-2018年3月）、陳海波（-2022年4月）、張效廉（-2018年11月）、王常松（-2020年3月）、李海濤、孫尭（-2017年6月）、甘栄坤（-2019年9月）、王愛文（-2019年4月）、張雨浦（-2021年8月）、王兆力（-2022年4月）、賈玉梅（女）、李雷（2018年1月-2018年11月）、杜和平（2018年1月-2019年10月）、王文濤（2018年3月-2020年12月）、傅永国（2019年1月-2021年9月）、王永康（2019年2月-2022年4月）、陳安麗（女）（2019年6月-2021年4月）、張安順（2019年12月-）、聶雲淩（2019年12月-）、張巍（2020年3月-）、胡昌升（2021年1月-）、沈瑩（女）（2021年5月-）、康建国（2021年9月-）、許勤（2021年10月-）、徐建国（2021年10月-）、王一新（2022年3月-）、何良軍（2022年3月-）、王志軍（2022年4月-）

第十三期省委（2022年5月至今）
- 書記：許勤
- 副書記：胡昌升（-2022年12月）、王志軍（-2023年7月）、梁恵玲（女）（2022年12月-）、張安順（2023年12月-）
- 常務委員：許勤、胡昌升（-2022年12月）、王志軍（-2023年7月）、張安順、張巍（-2023年12月）、沈瑩（女）（-2022年12月）、徐建国、王一新（-2023年12月）、楊博、李玉剛（-2022年9月）、何良軍、于洪濤、趙忠（2022年11月-）、梁恵玲（女）（2022年12月-）、劉恵（2022年12月-）、陳少波（2024年1月-）、辺学文（2024年3月-）、徐向国（2024年6月-）